# Горбулин, Павел Николаевич
Павел Николаевич Горбулин (1909 — 2000) — народный комиссар внутренних дел Татарской АССР, генерал-майор (1945).

## Биография
Родился в семье слесаря ж.д. (отец умер в 1921, мать погибла в 1943 в Курске). Русский. 
Образование:  
Единая трудовая школа, Курск 1924; ученик-слесарь ж.д. мастерских, Курск 03.25-02.1926; пионервожатый на пионерской базе при упр. МКВ ж.д., Курск 02.1926-11.1926; фасовщик на хим,-фармацевтическом складе, Курск 11.1926—12.1928; пред. райбюро пионеров райкома ВЛКСМ, пос.Дьяконово Курск, окр. 12.1928-10.1929; инструктор окружкома ВЛКСМ, Курск 10.1929-12.1929; в ВКП(б) с 03.1930.секретарь райкома ВЛКСМ, г.Фатеж 12.1929-07.1930; 1 курс комсомольского отд-я КУС, Москва 07.30-07.31, инструктор обкома ВЛКСМ, Воронеж 07.1931-11.1931. 
В РККА: красноармеец, инструктор по комсомолу при политотд. 11 авиабригады МВО, Воронеж 11.1931 —07.1933; инструктор по комсомолу политотд. науч,-испытательного ин-та ВВС РККА, МВО, пос. Щелково Моск. обл. 07.1933-10.1937. 
В органах НКВД-МВД: оперуполн. ОО ГУГБ НКВД СССР 01.10.1937-03.01.1939; нач. 2 отд-я 4 отд. ГУГБ НКВД СССР 03.01.1939-08.06.1939; секретарь парткома НКВД СССР 04.1939-04.1942; нач. 5 отд. 3 упр. НКВД СССР 12.06.1942-07.05.1943; нарком-министр внутр. дел Тат.АССР 07.05.1943-16.02.1948; нач. 4 отд. ГУББ МВД СССР 31.03.1948-28.06.1948; нач. 2 отд. ГУББ МВД СССР 28.06.1948-1 2.04.1949; зам. нач. УВС МВД Сталингр. окр. 05.1949-12.1949; зам. нач. отд., нач. отд. квартирно-топливного снабжения ГУВС МВД СССР 01.1950-03.1953; нач. 4 отд. УВС МВД СССР 27.03.1953-08.05.1953; нач. 8 отд. УВС МВД СССР 08.05.1953-14.04.1954; нач. 4 отд. ГУВС МВД СССР 14.04.1954-25.08.1956; уволен 24.12.1956 по болезни. 

### Звания
- 1935, политрук;
- 02.12.1937, лейтенант государственной безопасности;
- 08.01.1939, капитан государственной безопасности;
- 14.03.1940, майор государственной безопасности;[3]
- 14.02.1943, полковник государственной безопасности;
- 14.12.1944, комиссар государственной безопасности;
- 09.07.1945, генерал-майор.[4]

### Награды
- два ордена Красного Знамени (20.09.1943, 20.03.1952[5]);
- два ордена Отечественной Войны 1-й степени (16.09.1945, 1985[6]);
- орден Трудового Красного Знамени (13.12.1944);
- два ордена Красной Звезды (26.04.1940, 21.05.1947[5]);
- медали;
- знак «50 лет пребывания в КПСС».